# Maximilian Hecker
Maximilian Hecker (Heidenheim an der Brenz, 26 luglio 1977) è un musicista tedesco conosciuto per la musica pop "airy", simile appunto a band come gli AIR.
Dopo un'esperienza da batterista in un piccolo gruppo tedesco, le sue demo attrassero l'attenzione della Kitty-Yo Records, che produsse l'album di debutto "Infinite Love Songs" nel 2001. È stato quindi protagonista di numerosi tour europei e ha pubblicato diversi album. Tra i più recenti, "One Day", pubblicato alla fine del 2008 in Taiwan, Cina, Hong Kong, Singapore, Sud Corea, Malesia, e nel marzo del 2009 per il mercato europeo.
Nell'aprile 2010, ad un anno dall'uscita di "One Day", Hecker torna con un nuovo album, "I Am Nothing But Emotion, No Human Being, No Son, Never Again Son".

## Discografia

### Album
- Infinite Love Songs (CD) - Kitty-Yo - 2001
- Rose (CD) - Kitty-Yo -  2003
- Lady Sleep (CD) - Kitty-Yo - 2005
- I'll Be A Virgin, I'll Be A Mountain - V2 Records - 2006
- One Day - Louisville Records - 2009
- I Am Nothing But Emotion, No Human Being, No Son, Never Again Son - Blue Soldier/ Pocket Records - 2010

### Singoli
- "Infinite Love Song" (CD) - Kitty-Yo - 2001
- "Polyester"(CD) - Kitty-Yo - 2001
- "Fool" (CD) - Kitty-Yo - 2003
- "Daylight"(CD) - Kitty-Yo - 2003
- "Help Me" (CD) - Kitty-Yo - 2004
- "Silly Lily, Funny Bunny" (CD) - V2 Records - 2006